# ماريا ديل مار
ماريا ديل مار (بالإسبانية: Maria del Mar)‏ هي ممثلة إسبانية، ولدت في 1964 بمدريد في إسبانيا.

## وصلات خارجية
- ماريا ديل مار على موقع IMDb (الإنجليزية)
- ماريا ديل مار على موقع قاعدة بيانات الفيلم (الإنجليزية)